# Dump (programa)
Dump es un programa de Unix utilizado para hacer copias de seguridad de sistemas de ficheros. Opera en bloques, bajo abstracciones del sistema de ficheros tales como ficheros y carpetas. Dump puede copiar un sistema de ficheros a un almacenamiento en cinta o a otro disco. Se utiliza frecuentemente en una red encadenando su salida mediante bzip2 y SSH.

## Utilización
```
dump [-0123456789acLnSu] [-B recuerdos] [-b blocksize] [-C cachesize]
[-D dumpdates] [-d density] [-f hilo | -P pipecommand] [-h level]
[-s feet] [-T dato] filesystem
```

```
dump -W | -w
```